# ملعب لينكون فاينانشال فيلد
ملعب لينكون فاينانشال فيلد: يقع الملعب في جنوب مدينة فيلادلفيا، بنسيلفانيا و هو يقع ضمن المجمع الرشاضي للمدينة و هو ملعب فريق فيلادلفيا إيغلز المنافس بدوري كرة القدم الأمريكية. عدد المقاعد هو 68532. العديد من السكان المحليين يسمون الملعب 'لينك'.

## استضافات مهمة
و يذكر أن الملعب يستضيف العديد من المنافسات و المناسبات الأخرى مثل:
- مباريات المنتخب الأمريكي للرجال والمنتخب الأمريكي لكرة القدم للسيدات
- مباراة كرة القدم الأمريكية بين فريق بحرية الولايات المتحدة والقوات البرية للولايات المتحدة السنوية.
- استضاف راسلمينيا 40 في ليلتين يوم 6 و7 ابريل

## صور من الملعب

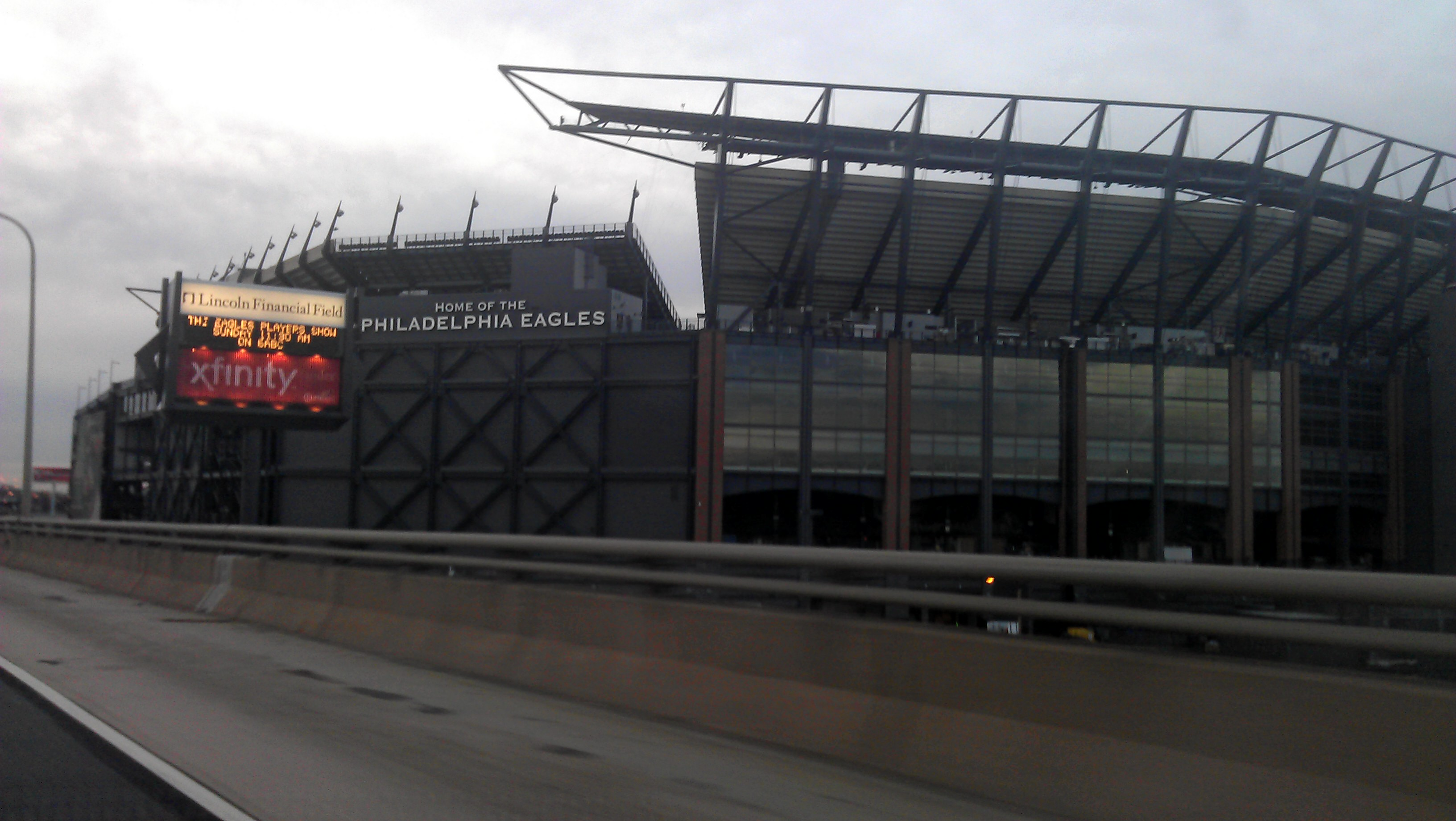
صورة للملعب كما يبدو من الخارج ملتقطة من الشارع المجاور.
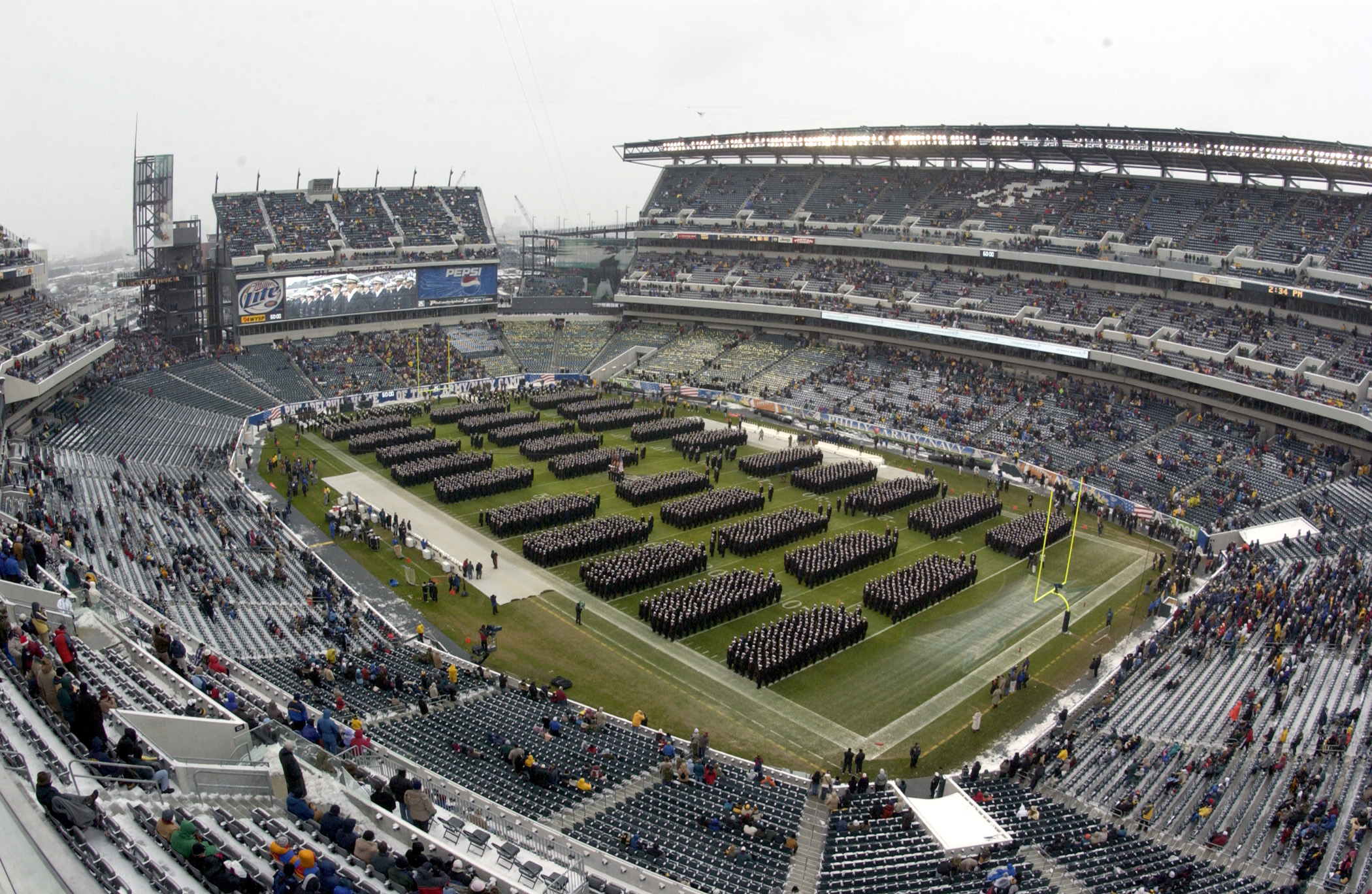
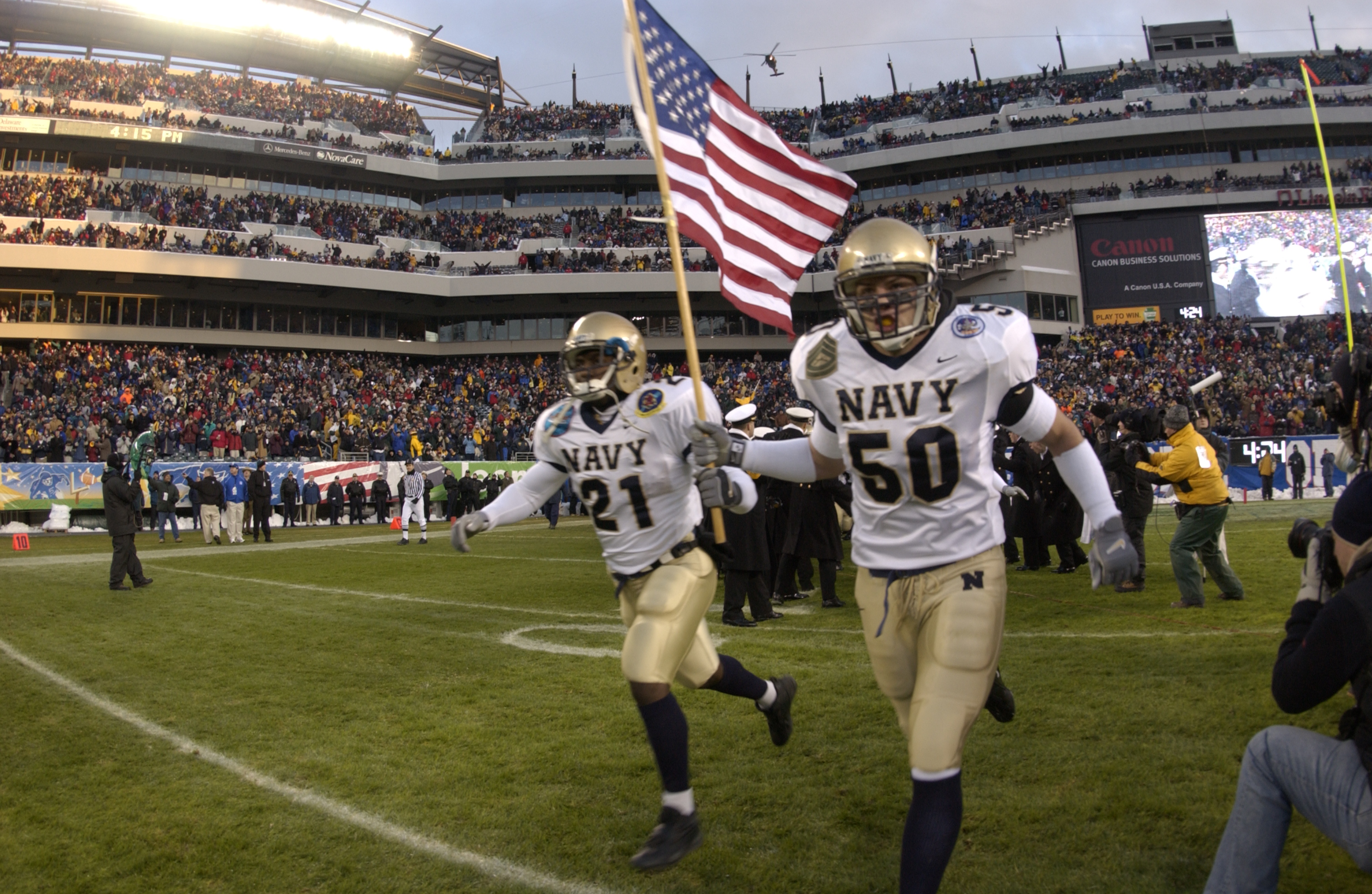
فريق بحرية الولايات المتحدة يدخل الملعب مع الكابتن حاملً العلم الأمريكي.
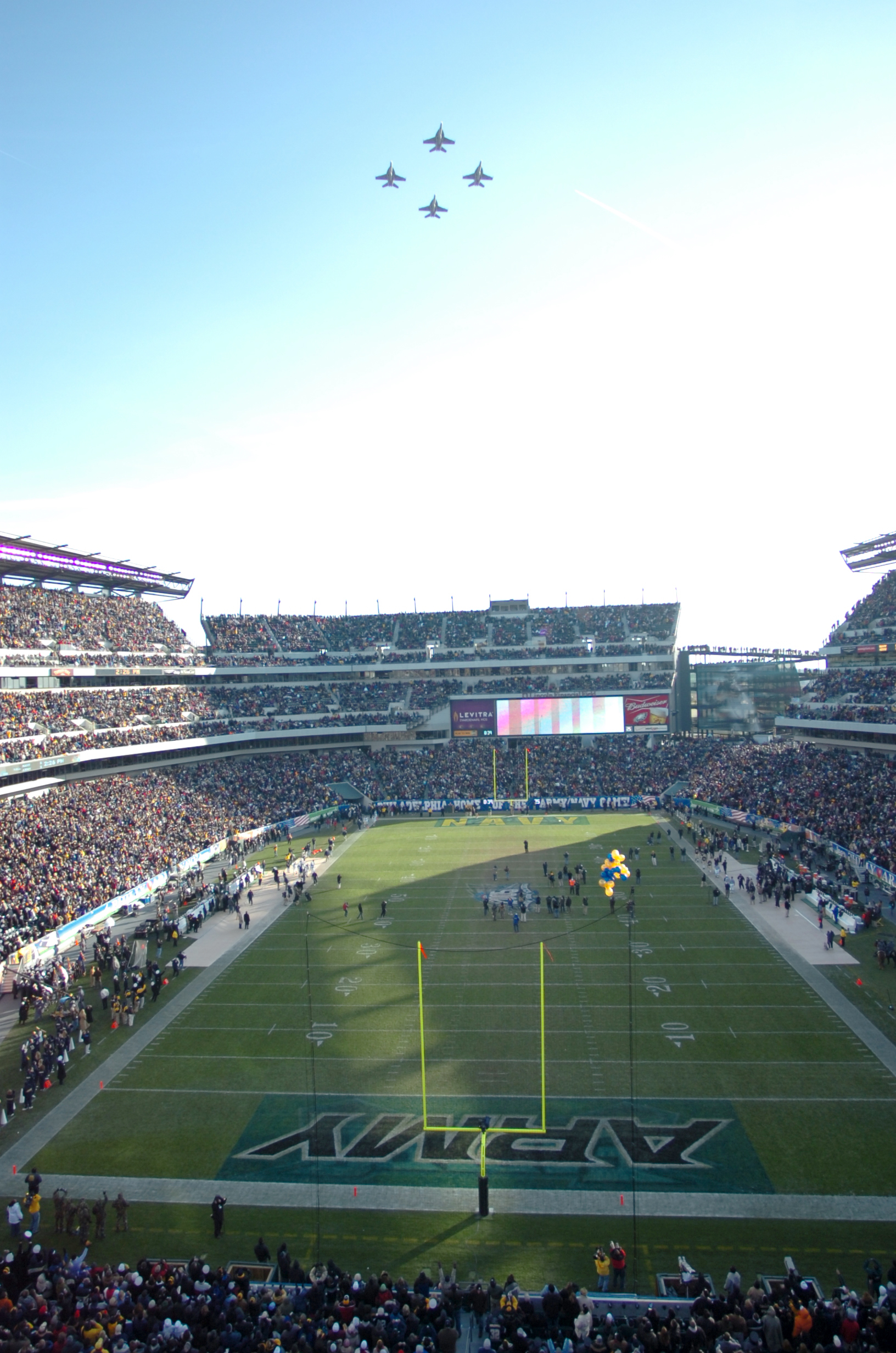
طائرات تطير فوق الملعب تزامناً مع غناء النشيد الوطني الأمريكي إحتفالاً بالمباراة السنوية بين فريق البحرية الأمريكية و فريق الجيش الأمريكي.
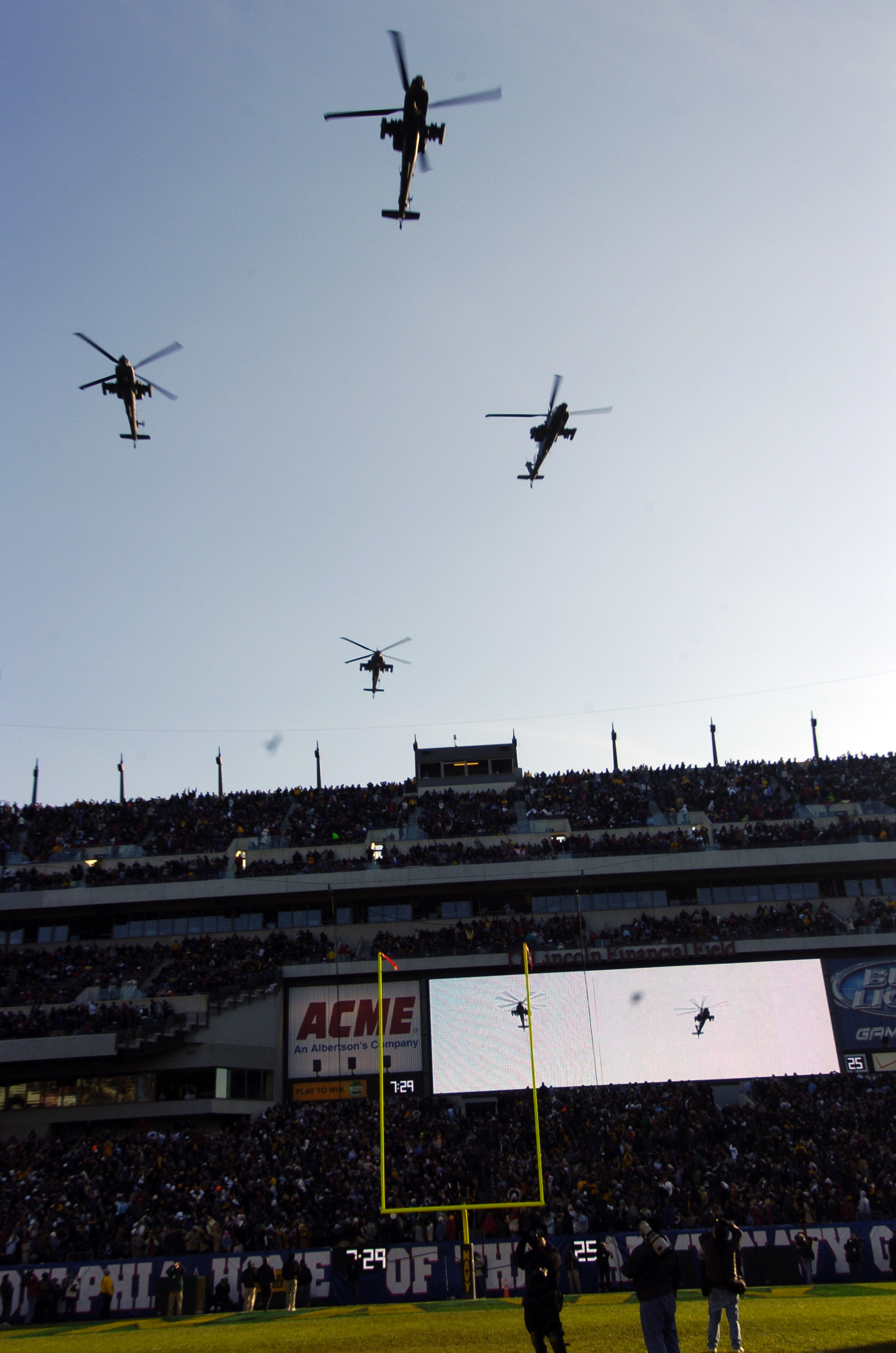
مروحيات تحلق فوق الملعب تزامناً مع غناء النشيد الوطني الأمريكي إحتفالاً بالمباراة السنوية بين فريق البحرية الأمريكية و فريق الجيش الأمريكي.
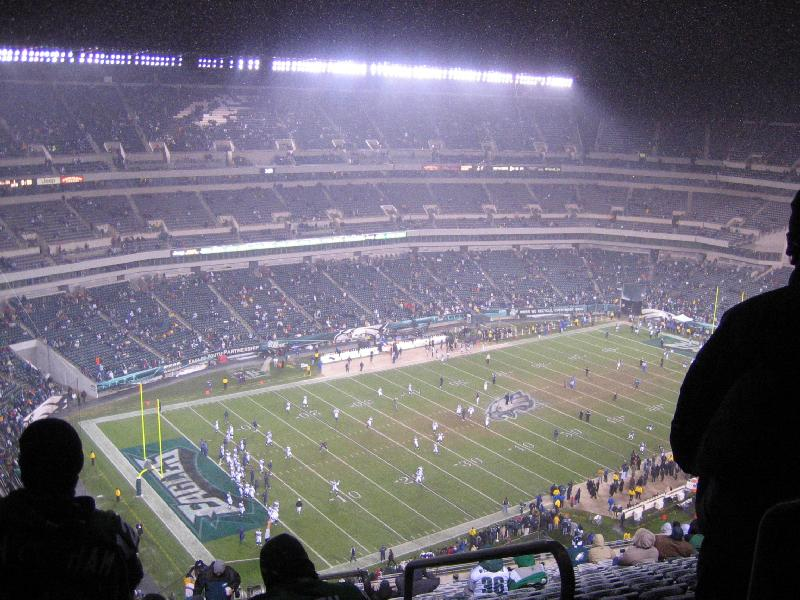
صورة للملعب ممتلئ بجماهير فريق فيلاديلفيا إيغلز خلال مباراة فريقهم في ليلة ممطرة.
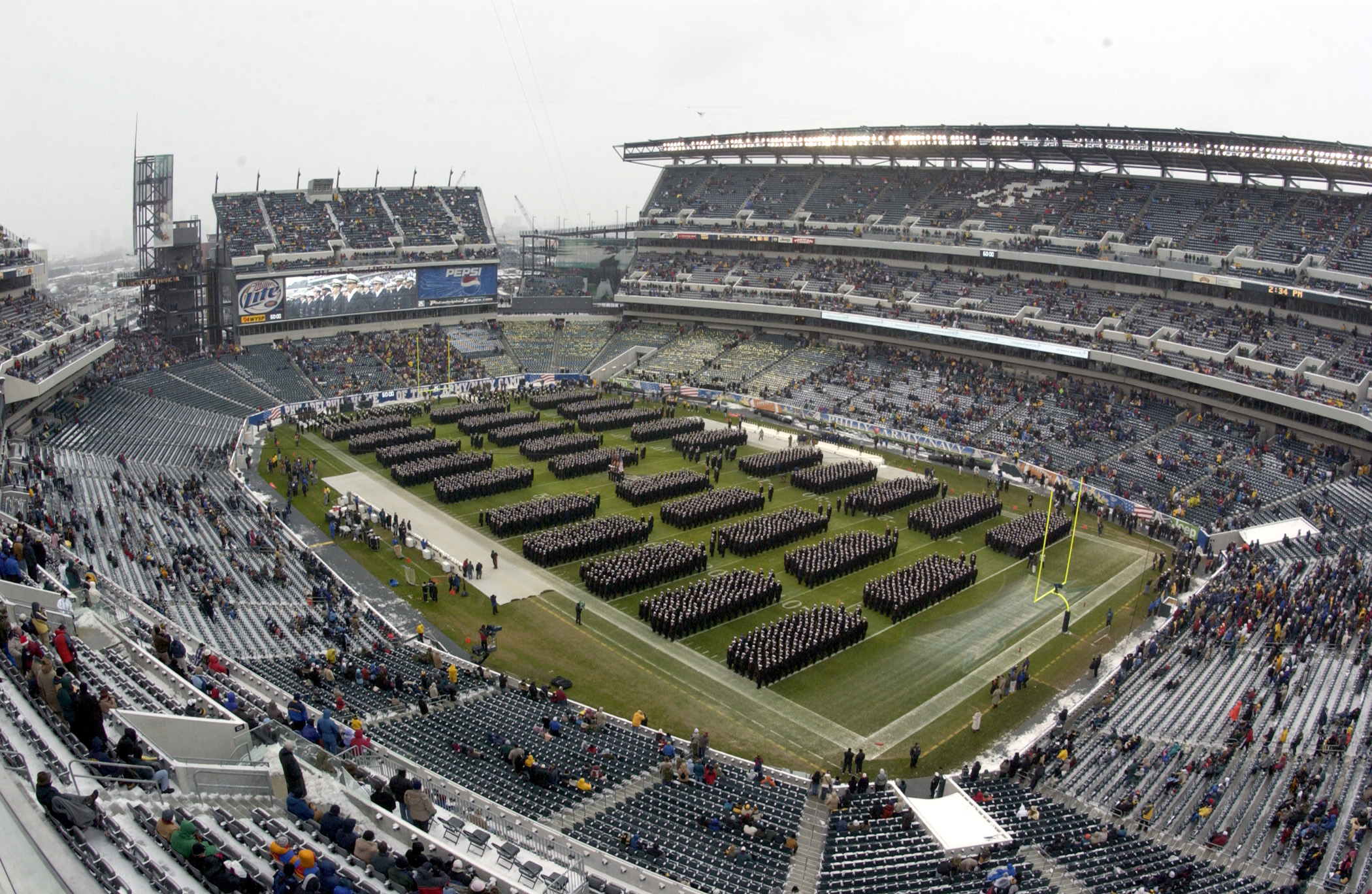
صورة للملعب خلال إستعراض دخول فريق بحرية الولايات المتحدة لمباراتهم مع فريق القوات البرية الأمريكية.